# Sanwood
Das Sanwood Tonstudio ist ein Tonstudio in Würzburg.  In den Sanwood Studios entstanden vorwiegend Liveaufnahmen von Reamonn, Youssou N’Dour, Boppin‘B, Rachel Morrison, Keimzeit, Brings, The Seer und Etta Scollo.
Die Liveaufnahmen, unter anderem vom Würzburger Umsonst und draußen wurden zum Teil über den Rundfunksender Bayern3 zeitversetzt im Originalmix des Sanwood Tonstudios gesendet. Aufnahmen vom Africa Festival wurden teilweise gesendet oder auf CD veröffentlicht.

## Geschichte
Das Tonstudio wurde 1987 vom Schlagzeuger Cestmir Rydlink und dem Gitarristen Michael Lorz gegründet. Der erste Standort des Studios war in der Barbarastraße in Würzburg. Rydlink engagierte sich zuvor in der Jazzinitiative Würzburg und Lorz war bis zu seinem Tod 2008 Mitglied beim Umsonst & Draussen e.V., der die Musikfestivalreihe in Würzburg unterstützte. 1990 wurde das Team durch Rechtsanwalt Thilo Reimers (* 28. November 1958) erweitert. Die Räumlichkeiten des Tonstudios wurden später in die Eisenbahnstraße und schließlich in die Max-Planck-Straße verlegt. Dem Tonstudio angeschlossen sind ein Musiklabel und ein Musikverlag.

## Aufnahmetechnik
Das Studio in der Max-Planck-Straße war aufgeteilt in eine 60 m² große Regie und einen 35 m² Aufnahmeraum. Dort wurde auch das Equipment rund um den Atari ST 1040 plus zunehmend besser. Die analoge Tonbandmaschine wurde 1993 durch eine digitale (4 Adats mit 32 Spuren) ersetzt. Als Mischpult kam eine analoge Konsole von Allen & Heath Saber 40 in 16 in 2 mit TT-phone patchbay zum Einsatz. Mitunter wurde auch wegen des klassischen Kachelsounds im großzügigen Bad (25 m²) aufgenommen. Gemastert wurde regelmäßig auf Revox PR 99 Mk2 oder auf Digital Audio Tape (DAT).
Zum Repertoire des Studios zählen 100 Mikrofone. Im Einsatz waren unter anderem Neumann U 87, U 89, AKG 451, Großmembrane, Schöps Röhrenmikrophon, Shure SM 57, E-Voice PL 20. Monitormäßig wurde vor allem über Wandler von Manger abgehört. Die Yamaha NS 10 waren ebenfalls vorhanden. Die Peripherie umfasste 8 Reverbs, beginnend mit Lexicon L 480, Yamaha Rev 5, 8 Gates, diversen Kompressoren (DBX, Yamaha etc.). Seit 1993 besaß Sanwood auch ein eigenes Label (LC 5510).

## Aufnahmen
Zu den bekannten Studioaufnahmen zählen:
- Die Fräuleins (3 CDs)
- Foolhouse Bluesband und Jessica Born (3 CDs)
- The Bootleggin’ Hobos (3 CDs)
- Umsonst & Draussen (4 CDs)
- Die anderen Zwei (2 CDs)
- The Parting Glass von Black Velvet Band[5]
- Living Colors (4 CDs)
- Jericho (4 CDs)
- Soundness (1 CD)
- Orgelkonzert Erwin Horn mit Werken von Otto Dunkelberg (1 CD)
- Dreamscape von Klaus Hinrich Stahmer (1994)[6]

## Abmischung
Alle Aufnahmen des Studios haben sich übermäßiger Kompression enthalten, so dass die Aufnahmen luftig und dynamisch klingen. Der sog. Kompressionskrieg oder Loudness War wurde durch Sanwood konsequent abgelehnt.